# Failly
Failly é uma comuna francesa na região administrativa do Grande Leste, no departamento de Mosela. Estende-se por uma área de 6.74 km², e possui 520 habitantes, segundo o censo de 2018, com uma densidade de 77 hab/km².